# Águeda Sena
Maria do Céu Águeda Camacho de Sena Faria de Vasconcelos ComIH (Lisboa, 16 de junho de 1927 — Cascais, 15 de dezembro de 2019) foi uma distinguida bailarina e coreógrafa portuguesa.

## Biografia
Maria do Céu Águeda Camacho de Sena Faria de Vasconcelos nasceu em 16 de Junho de 1927 em Lisboa.
Filha de mãe boliviana, Nazária Celsa Camacho Quiroga de Vasconcelos (conhecida como Celsa Camacho), e de António d'Azevedo Sena Belo Faria de Vasconcelos, pedagogo, escritor, e professor catedrático de Português na Faculdade de Letras de Lisboa e na Universidade Jean-Jacques Rousseau de Genebra, entre outras. Bem como o fundador do Instituto de Orientação Profissional Maria Luisa Barbosa de Carvalho, em Lisboa.
Começou, aos quatro anos, por aprender dança rítmica com a professora grega radicada em Portugal, Madame (Sosso Dukas) Schau, com quem estudou até aos oito anos, pisando o palco, pela primeira vez, num recital da sua professora no Teatro Nacional D. Maria II, em 1932. Por volta dos 12 anos começou a estudar dança clássica com Margarida de Abreu, no Liceu D. Filipa de Lencastre, tendo, em 1942, ingressado (com 15 anos) no seu estúdio, o qual, em 1944, viria a servir de base ao Círculo de Iniciação Coreográfica (CIC) onde se manteve cerca de uma década. Participou, como intérprete – inicialmente com o nome de Maria do Céu Vasconcelos – em diversos espectáculos da escola e do CIC, designadamente nas "Tardes Literárias" (no Teatro S. Luiz, em 1947) e em espectáculos de ópera no Teatro Nacional de S. Carlos e no Coliseu dos Recreios. Foi assistente da sua professora no estúdio particular desta, entre 1947 e 1948. Seguiu, em simultâneo, os cursos de Dança e de Teatro no Conservatório Nacional. Aí estudou dança, especialmente com Margarida de Abreu, teatro com Alves da Cunha e Maria Matos e, em simultâneo, teve lições particulares de violino do professor Gonçalves Pereira.
Terminou o curso no Conservatório em 1948 – com provas de Dança Clássica, Carácter, Plástica e Composição Individual – com média final de 17 valores. Prestou exame no Teatro Nacional D. Maria II com um solo de sua autoria na prova de composição ("Prelúdio", para a música de piano de Rachmaninov), tendo-lhe sido, seguidamente, concedida a Carteira Profissional de Actriz/Bailarina.
Águeda Sena desde logo se revelou um dos nomes mais promissores do CIC começando por integrar o corpo de baile e, de seguida, dançando alguns papéis solísticos, designadamente em "Chopiniana", "Arraial na Ribeira", "Polaca Heróica" e, sobretudo, em "Tito e Berenice". Para se aperfeiçoar fez repetidas viagens a Paris na qualidade de bolseira do Instituto de Alta Cultura (entre 1948 e 1953), tendo estudado dança clássica com os famosos mestres en:Olga Preobrajenska, Mme Rousanne e, sobretudo, com en:Lubov Egorova. Naquela cidade teve os primeiros contactos com a dança moderna ao estudar com Leonard Lenwood, bailarino principal e professor da companhia da bailarina antropóloga e coreógrafa norte-americana Katherine Dunham, então em digressão pela Europa. Juntamente com a colega portuguesa Luisa Vitorino – também uma antiga aluna de Margarida de Abreu – integrando, durante alguns meses, o elenco da citada companhia. Em Paris, também frequentou o Curso de Pedagogia da Sorbonne (1948-1950) e um curso nocturno de História de Arte no Museu do Louvre, durante o ano de 1949, e estabeleceu contactos com artistas famosos do teatro francês, designadamente Jean-Louis Barrault e Jean Villar. Dançou a "Valsa" e o "Prelúdio" de Les Sylphides em 1950, no fr:Teatro Alhambra, em Paris, num espectáculo dirigido por fr:Jean Guélis, e em 1952 dançou o solo "Les Mains", da sua autoria, como solista na companhia Galas de Danse, da "estrela" francesa fr:Lycette Darsonval. Juntamente com Fernando Lima e Anna Mascolo participou, no ano de 1952, nos supracitados espectáculos intitulados "Recital", "Tarde de Ballet" e "Noite de Arte", sob a direcção conjunta de Margarida de Abreu e Fernando Lima, em criações da professora e dos colegas. Depois de várias estadas em França toma contacto com a "escola inglesa" tendo frequentado, em 1953, um Curso de Verão para Professores de Ballet na escola no en:Sadler's Wells Theatre Ballet, em Londres. Cidade onde também trabalhou com alguns professores particulares, mormente Cleo Nordi e Anna Northcote. Seguidamente entrou para aquele conhecido estabelecimento de ensino onde frequentou as classes de nível “profissionalizante”. No início do ano de 1954, adoeceu gravemente com tuberculose tendo permanecido internada quase ano e meio em hospitais londrinos (mormente o Royal Brompton Hospital, um conhecido sanatório), só tendo regressado a Lisboa em Maio de 1955.
Após um rápido período de convalescença, Águeda Sena casou-se com Fernando Lima, e recomeça a dançar a seu lado na "super-fantasia musical" de Vasco Morgado, "Melodias de Lisboa" (de Agosto a Dezembro de 55) e, posteriormente, no "Ballet-Concerto". Grupo que se estreou em 29 de Novembro no Cinema Império, patrocinado pelo Instituto de Alta Cultura, e em cujo reportório constavam, além de peças de Fernando Lima e da veterana Margarida de Abreu também uma obra sua: "Em Nossas Torres de Marfim" (com música de Stravinsky). Seguidamente, com o grupo Danças e Cantares de Portugal - Bailados Portugueses de Fernando Lima, Águeda Sena dança, como primeira figura, diversas obras entre as quais "A Severa" (com coreografia de Lima e música de Fernando de Carvalho, 1956), no Teatro Monumental, no Casino do Estoril e depois participou numa digressão europeia que durou vários meses. No teatro de Annecy, na Alta Sabóia, em França, durante mais de uma semana, o grupo fez a primeira parte de uma série de espectáculos com a famosa Edith Piaf.
Juntamente com Fernando Lima, após o regresso do estrangeiro, participou na revista "Melodias de Sempre" no Teatro Monumental, em 1956, e em duas peças de teatro, protagonizadas por Laura Alves e Artur Semedo. Pode-se afirmar que, entre 1955 e 1958, o casal Sena-Lima colaborou regularmente com empresário teatral Vasco Morgado dançando e coreografando para o teatro ligeiro. Tendo Águeda, nessa época, ficado bastante popular, sobretudo, por interpretar o papel de Severa, em "O Fado", com uma certa regularidade. Um dos elencos desse "número" avulso contou, mesmo, com Águeda como “Severa”, Fernando como “Marialva”, e a conhecida actriz Laura Alves (em travesti) como “Custódia”.
Ainda num período de implantação do importante meio de comunicação social no país, a Radiotelevisão Portuguesa (RTP), que começara a emitir (esporadicamente) em 4 de Setembro de 1956, Águeda e Fernando participam na sua primeira emissão oficial, a 7 de Março de 1957. A mesma realizou-se no antigo parque de Santa Gertrudes, em Palhavã (onde posteriormente se viria a construir a sede da Fundação Calouste Gulbenkian), e onde se situava a Feira Popular de Lisboa, local onde a RTP produziu os seus primeiros trabalhos televisivos. Participam no bailado "Os Enganos do Amor”, com música de Tchaikovsky, enredo de Tomaz Ribas, realização de Artur Ramos e coreografia de Fernando Lima.
A partir de então, Sena e Lima começam a trabalhar em televisão com uma certa regularidade – mais ou menos de três em três semanas, segundo a coreógrafa – dançando diversos bailados coreografados por Fernando e mesmo uma suite de "As Sílfides". Ambos intervêm também no primeiro teleteatro apresentado pela RTP, "Monólogo do Vaqueiro" do realizador Álvaro Benamor em 11 de Março de 1957. Em Setembro do mesmo ano dançam numa nova revista do Teatro Monumental "Música, Mulheres e..." na qual, como já era costumeiro, assinaram também as coreografias.
No ano de 1960, Águeda Sena participou no programa "Pássaro Azul", movimento de iniciação às artes para crianças de condição humilde de alguns dos bairros de Lisboa. Nesta espécie de "academia de artes infanto-juvenil", sob a orientação da poetisa Fernanda de Castro, directora dos Parques Infantis (de Lisboa), Águeda, encarregou-se durante dois anos e meio do ensino da dança.
Ao formar-se o Grupo Experimental de Ballet (GEB), participou, como coreógrafa, no seu primeiro espectáculo - em 11 de Maio de 1961 no Porto - e nos seguintes com a peça "Pastoral" (mús. Stravinsky; cen. e fig. Inês Guerreiro), dançada 13 vezes seguidamente, em cidades como Porto, Aveiro, Lisboa, Guimarães e Viseu. Em Dezembro de 1961 aparece como bailarina principal no "Verde-Gaio", integrada no elenco da temporada de 1961-62, sob a direcção de Margarida de Abreu e Fernando Lima, na qual, uma vez mais, dançou o papel de Severa no bailado homónimo (um remake do "Fado" de Fernando Lima, agora com música do compositor Jaime da Silva, filho), e com o GEB, em Agosto de 1962, sob a direcção de Norman Dixon. Nesses programas Águeda “coreografou” obras de 19 poetas portugueses, uns já falecidos e outros vivos, sues contemporâneos, tais como Fernando Pessoa, Cesário Verde, Herberto Helder, Mário Beirão, Mário de Sá-Carneiro, Bernardim Ribeiro, Camilo Pessanha, Sebastião da Gama, Augusto Santa Rita e Carlos Queiroz, entre outros. Os citados programas televisivos estendem-se, com a abordagem de alguns dos poetas portugueses perseguidos pela Censura, até Julho de 1967. Numa altura em que os poucos coreógrafos portugueses, praticamente, se preocupavam em desfiar temas históricos, Águeda Sena foi a única a entrar por caminhos mais controversos abordando mesmo, alguns temas fracturantes, como foi o controverso caso em que se baseou “O Crime da Aldeia Velha”. Obra marcante teve estreia em 24 de Maio de 1963 pelo Grupo Experimental de Ballet com música de Dmitri Shostakovitch – o compositor favorito da coreógrafa e cenografia e figurinos de Inês Guerreiro, inserida no VII Festival Gulbenkian de Música. Começou por ser exibida no Paço dos Duques em Guimarães e teve outras apresentações em Coimbra (no Jardim Botânico e no Teatro Avenida), em Leiria, no Porto (no Jardim do Museu Soares dos Reis), e ainda nas Caldas da Rainha e Aveiro. O então director da companhia, Norman Dixon, afirmou que "o seu trabalho de coreógrafa era particularmente interessante […] e a sua peça ["O Crime..."] sobre uma aldeia em chamas era especialmente dramática e cheia de momentos visualmente poderosos". A própria Águeda, mais tarde, haveria de se integrar no elenco do GEB para dançar o papel de Joana em substituição de Elisa Worm, a sua criadora.
Ainda no fim de 1963, Águeda Sena participou no projecto "Teatro de Câmara António Ferro", fundado pela viúva do escritor, a poetisa Fernanda de Castro, que se apresentou no Teatro Tivoli (em 30 de Janeiro de 1964) com o espectáculo "3 Modos de Poesia", como bailarina e coreógrafa, ao lado de alguns nomes importantes da poesia nacional (Ary dos Santos, Maria do Céu Guerra, Norberto Barroca e João Paulo Guerra) que recitaram mais de dezena e meia de portas. O grupo apresentou-se também na Estufa Fria, em Lisboa, a 20 e 21 de Junho do mesmo ano. Seguidamente Águeda embarca noutro projecto, ao lado de Norman Dixon, antigo mestre de bailado e coreógrafo do GEB, baptizando-o de Ballet-Teatro; aparece como directora associada e bailarina de um grupo constituído por alguns dissidentes do GEB numa noite intitulada "Homenagem a William Shakespeare", em 2 de Junho de 1964, no cinema Império (Lisboa), sendo que a sua peça "Macbeth" recebe excelentes críticas. Assim se fechou o curriculum de Águeda Sena como bailarina que, no mesmo ano casou com o médico Josias Ferreira Gil, com quem viveu alguns anos.
Na verdade, cada vez mais absorvida com a coreografia e o ensino da dança, Águeda foi, progressivamente, deixando de se apresentar em palco como bailarina, iniciando, em paralelo, uma carreira de actriz, que adiara ao deixar o Conservatório, então ciente da urgência da sua carreira de intérprete e criadora. Posteriormente, substituindo Dixon na direcção do Ballet-Teatro, Águeda chama a si a autoria de todo o reportório do Ballet-Teatro que se apresenta – com Inês Guerreiro como directora associada – no Pavilhão da Feira das Indústrias – integrado no Congresso Internacional do Penteado Feminino, em 25 de Janeiro de 1965. A 12 de Agosto, o grupo rumou ao Castelo de Silves (no âmbito do II Festival do Algarve, dirigido por Fernanda de Castro) e em 18 de Setembro a Faro, antes de se apresentar, a 22 de Dezembro, no Teatro Tivoli, cerca de um ano e meio após a sua estreia.
Em Outubro do ano seguinte Águeda regista um enorme sucesso ao coreografar a luxuosa revista à portuguesa "Esta Lisboa que eu Amo", estreada no Teatro Monumental (Lisboa). O crítico Goulart Nogueira escreve: "A principal vedeta deste espectáculo, aquilo que constitui uma revelação e inovação feita por portugueses em espectáculos deste género, é a coreografia de Águeda Sena". No mês seguinte inicia uma longa e frutuosa colaboração com o encenador Carlos Avilez, no Teatro Experimental de Cascais (TEC), coreografando "A Maluquinha de Arroios" (de André Brun). Até fins da década de oitenta, Águeda Sena envolve-se, com crescente intensidade, no teatro, na parte de movimentação de algumas encenações em que, pontualmente, também actua como actriz. Foi marcante a sua interpretação da prostituta Neusa Suely na peça do brasileiro Plínio Marcos,+ "Navalha na Carne" (1967) no cinema Quarteto, em Lisboa, em Outubro de 1977.
No último dia do ano de 1966, o Ballet de Águeda Sena apresenta a peça, para "Parque Infantil", em associação com Francisco Nicholson e Armado Cortês, no Teatro Villaret.
Regressa ao antigo GEB - já sob a alçada da Gulbenkian e rebaptizado com o nome de Grupo Gulbenkian de Bailado, sob direcção do escocês en:Walter Gore – a fim de remontar "O Crime da Aldeia Velha" para dois espectáculos no Teatro Tivoli, a 28 e 30 de Janeiro de 1967, com excelentes críticas e, sobretudo, o aplauso do autor da obra literária, Bernardo Santareno. Logo em 5 de Fevereiro de 1968 o GGB estreia mais uma obra de Sena, "Judas", (mús. Frei Miguel Cardoso e música concreta), no Teatro Politeama, com o jovem Jorge Trincheiras como protagonista e, logo em 7 de Março, no programa seguinte, o bailado "Instantâneo" (mús. Luís Filipe Pires). Pelo meio coreografa "D. Quixote" uma peça do TEC, encenada por Carlos Avilez – que se apresentou em Madrid, em 17 e 18 de Abril de 1967 – e colabora, posteriormente, nas premiadas "As Bodas de Sangue" (García Lorca), estreada a 13 de Setembro de 1968, "O Comissário de Polícia" (também em 1968) e "Antepassados, Vendem-se" (1970). Juntamente com Fernando Lima, do "Grupo de Bailados "Verde-Gaio"", e Carlos Trincheiras do GGB, este como “revelação” na coreografia. No ano seguinte coreografa "Tempos Modernos" (mús. en:Marius Constant), estreado a 10 de Janeiro de 1969, no Politeama, e "Concerto" (mús. Chopin), estreado a 14 de Fevereiro já no Grande Auditório da Fundação Gulbenkian, ambos para o GGB.
No ano em que o Japão organizou a grande Exposição mundial Expo’70, em Osaka, Águeda Sena considera ter tido "o maior triunfo da sua carreira" com Namban Matsuri, um espectáculo multidisciplinar interpretado por duas companhias de dança, vários actores e um grupo musical. Com coreografia de Sena (Carlos Avilez), a obra teve Expedito Saraiva na assistência coreográfica e ensaios de Luís Filipe Pires na composição musical, para além de vários artistas plásticos de nomeada, dos quais se destacam Júlio Resende, Francisco Relógio, José Rodrigues e Amândio Silva. A sua estreia absoluta aconteceu a 24 de Agosto, numa co-produção luso-nipónica com mais de 200 intérpretes portugueses nos quais se incluíam artistas do Grupo Gulbenkian de Bailado, do Grupo de Bailados "Verde-Gaio", do Teatro Experimental de Cascais, do Coro da Universidade de Coimbra e artistas japoneses. Apesar do sucesso e da espectacularidade da proposta, a coreógrafa não tirou grandes dividendos nem sua espectacularidade nem da sua originalidade. O sucesso da peça e o entusiasmo pessoal terão levado a coreógrafa, de volta a Lisboa, a levar a cabo algumas tentativas para montar uma versão (ainda que reduzida) em Portugal, tendo-se ficado com a certeza e que o poder político e artístico da época não "viram com bons olhos um projecto com aquela pujança".
Depois da experiência japonesa, Sena passa a colaborar regularmente com o TEC e nas encenações de Carlos Avilez. Aparece, no final de 1970, como actriz e coreógrafa da obra "Breve Sumário da História de Deus" de Gil Vicente (que foi antecedida da peça "Sotoba Komachi", de Yukio Mishima, trazida do Japão), encenada por Avilez para o TEC. Em 1971 colabora, uma vez mais, com esta companhia na montagem de Ivone Princesa da Borgonha, que recebeu o Prémio da Imprensa (1971) para "Melhor Espectáculo". No final do ano (2 de Dezembro) encena um espectáculo duplo com "Acto Sem Palavras" (de Samuel Beckett) e "Sinfonia dois Salmos" (mús. Stravinsky) para o TEC. Posteriormente, volta a colaborar com Carlos Avilez em es:Fuenteovejuna (1973), Cerimonial para um Combate (1975), A Ópera dos Três Vinténs (1976), O Que é Que Aconteceu na Terra dos Procópios (1980), Onde Vaz, Luís? (1981), Portugal, Anos 40 (1982), "Jedermann (Todo-o-Mundo) Auto da Moralidade da Morte do Homem Rico (1983), Galileu Galilei (1986) e a A Dama das Camélias (1995).
Em 1971 foi convidada para montar, na Noruega, um espectáculo composto por peças curtas do dramaturgo, poeta e músico francês (por vezes associado com o "teatro do absurdo") fr:Jean Tardieu (1903-1995). Na qualidade de bolseira da Fundação Calouste Gulbenkian partiu para Copenhaga (Dinamarca) onde encenou no Durhan-Banden Group, com o qual ganhou um prémio para teatro infantil. Águeda seguiu para a Dinamarca por no ano anterior ter sido, no Conservatório de Lisboa, um dos professores-assistentes dos mestres estrangeiros que regeram várias cadeiras do curso de teatro - Jens Schmidt e Danny Anderson, da Comedievognen". Em Novembro de 1972 o Serviço de Música da FCG voltou a contratá-la para coreografar mais uma peça para o GGB, "Amargo", com música tradicional indo-portuguesa. Em 1975 coreografa "Adsum" (mús. Vivaldi), e em 1977 "A Valsa Mais Triste" (mús. Mahler), a sua derradeira obra para a Gulbenkian. Em 1979 recebe a carteira profissional de Pedagoga de Teatro e Dança Internacional, tendo sido convidada para exercer funções docentes nos conservatórios de Teatro e de Dança em Berlim, Leipzig e Dresden. Nesse mesmo ano lecciona um seminário de Dinâmica Educativa (para professores) no Instituto Cultural de Macau e dirige um espectáculo luso-chinês sobre textos de Gil Vicente. Em 1981 elabora para o GETAP (ME) o decreto que regulamentava o ensino da expressão dramática desde o ensino básico ao secundário.
A convite de Carlos Trincheiras, Águeda Sena voltou a apresentar-se com a companhia, como intérprete, em 1982, no bailado "Da Vida e da Morte de uma Mulher Só". Entre 1989 e 1994 ocupou lugar de professora na Escola Superior de Teatro e Cinema e, entre Setembro de 1998 e Janeiro de 2000 leccionou também na Escola Profissional de Teatro Experimental de Cascais.
No cinema, foi a responsável pela coreografia em O Rico, o Camelo e o Reino ou O Princípio da Sabedoria (1976) de António de Macedo. Foi intérprete nos filmes Tráfico (1998) de João Botelho e Mal (1999) de Alberto Seixas Santos.
Em 2005 dirige e encena a peça O Espírito de Combate e o Valor da Vida, um monólogo a cargo da actriz Inês Saldanha numa iniciativa da Associação Cultural Peça por Peça, com base em textos de Faria de Vasconcelos, tal como o monólogo A Dor, interpretada por Leonor Alcácer, peça estreada no âmbito no 9.º aniversário do Departamento Autónomo de Arquitectura da Universidade do Minho e que Águeda Sena encenou após completar os seus 50 anos de carreira artística.
Morreu a 15 de dezembro de 2019, no Hospital de Cascais, vítima de doença oncológica prolongada.
António Laginha (in Portugal 45-95, Nas artes, nas letras e nas ideias - CNC)

## Prémios e distinções
- 1962 - Ganhou em ex aequo com os bailarinos Isabel Santa Rosa e Armando Jorge, o Prémio Bordalo na categoria Bailado [17]
- 1970 - O espectáculo Namban Matsuri coreografado por ela foi considerado o Melhor Espectáculo, na Exposição Universal de 1970 em Osaka [18][19]
- 1990 -  Medalha de Mérito Municipal, Grau Ouro, do município de Oeiras [20]
- 1994 -  Foi feita Comendadora da Ordem do Infante Dom Henrique [21]
- 1996 - Recebeu o Título de Cidadã Honorária de Cascais [22]
- 2005 - Galardoada com a Medalha de Honra da Sociedade Portuguesa de Autores, na área “Teatro/Artes Cénicas”, juntamente com Carlos Avilez, Eduardo Damas, Fernando Lima, Jaime Gralheiro, Jaime Salazar Sampaio, Manuel Paião, Luiz Francisco Rebello e Raul Solnado.
- 2009 -  No Dia Mundial da Dança foi homenageada, no no Auditório Municipal Eunice Muñoz pelo Centro de Dança de Oeiras e a Revista da Dança [23]
- 2015 -  Foi uma das homenageadas na série de selos Pioneiros da Dança Portuguesa, emitidos pelos CTT [18][24][25]